# Roberto Ayza
Roberto Ayza Berça, noto semplicemente come Roberto Ayza (São Caetano do Sul, 19 maggio 1981), è un ex calciatore brasiliano, di ruolo centrocampista.